# Ligne Kisuki
La ligne Kisuki (木次線, Kisuki-sen) est une ligne ferroviaire de la compagnie JR West au Japon. Elle relie la gare de Shinji dans la préfecture de Shimane à la gare de Bingo-Ochiai dans la préfecture d'Hiroshima.

## Histoire
La ligne ouvre le 18 décembre 1932 entre Kisuki et Izumo Minari. Elle est prolongée vers le nord jusqu'à Shinji le 1er août 1934 et vers le sud jusqu'à Yakawa 20 novembre 1934. La ligne arrive à Bingo Ochiai le 12 décembre 1937.

## Caractéristiques

### Ligne
- Longueur : 81,9 km
- Ecartement : 1 067 mm
- Alimentation : non électrifié
- Nombre de voies : Voie unique

### Liste des gares
| Gare          | Nom japonais | Distance (km) | Correspondances  | Localisation | Localisation           |
| ------------- | ------------ | ------------- | ---------------- | ------------ | ---------------------- |
| Shinji        | 宍道         | 0             | JR West : San'in | Matsue       | Préfecture de Shimane  |
| Minami-Shinji | 南宍道       | 3,6           |                  | Matsue       | Préfecture de Shimane  |
| Kamonaka      | 加茂中       | 8,7           |                  | Unnan        | Préfecture de Shimane  |
| Hataya        | 幡屋         | 11,8          |                  | Unnan        | Préfecture de Shimane  |
| Izumo Daitō   | 出雲大東     | 13,9          |                  | Unnan        | Préfecture de Shimane  |
| Minami Daitō  | 南大東       | 17,5          |                  | Unnan        | Préfecture de Shimane  |
| Kisuki        | 木次         | 21,1          |                  | Unnan        | Préfecture de Shimane  |
| Hinobori      | 日登         | 24,8          |                  | Unnan        | Préfecture de Shimane  |
| Shimokuno     | 下久野       | 31,5          |                  | Unnan        | Préfecture de Shimane  |
| Izumo Yashiro | 出雲八代     | 37,4          |                  | Okuizumo     | Préfecture de Shimane  |
| Izumo Minari  | 出雲三成     | 41,5          |                  | Okuizumo     | Préfecture de Shimane  |
| Kamedake      | 亀嵩         | 45,9          |                  | Okuizumo     | Préfecture de Shimane  |
| Izumo Yokota  | 出雲横田     | 52,3          |                  | Okuizumo     | Préfecture de Shimane  |
| Yakawa        | 八川         | 56,3          |                  | Okuizumo     | Préfecture de Shimane  |
| Izumo Sakane  | 出雲坂根     | 63,3          |                  | Okuizumo     | Préfecture de Shimane  |
| Miinohara     | 三井野原     | 69,7          |                  | Okuizumo     | Préfecture de Shimane  |
| Yuki          | 油木         | 75,3          |                  | Shōbara      | Préfecture d'Hiroshima |
| Bingo Ochiai  | 備後落合     | 81,9          | JR West : Geibi  | Shōbara      | Préfecture d'Hiroshima |